# Фраквил (Пенсилванија)
Фраквил (енгл. Frackville) град је у америчкој савезној држави Пенсилванија.

## Демографија
По попису из 2010. године број становника је 3.805, што је 556 (-12,7%) становника мање него 2000. године.
| Група             | 2000.         | 2010.         |
| Белци             | 4.252 (97,5%) | 3.696 (97,1%) |
| Афроамериканци    | 16 (0,4%)     | 12 (0,3%)     |
| Азијати           | 46 (1,1%)     | 34 (0,9%)     |
| Хиспаноамериканци | 31 (0,7%)     | 40 (1,1%)     |
| Укупно            | 4.361         | 3.805         |